# Lluís Salat i Gusils
Lluís Salat i Gusils (Barcelona, 14 de desembre de 1914 - 1 de febrer de 1996) fou un empresari i maçò català, fundador i primer Gran Mestre de la Gran Lògia d'Espanya.

## Biografia
Era membre d'una destacada família industrial catalana, propietària d'Olis Salat, i era cosí de Carles Ferrer i Salat i de Josep Vilarasau i Salat. Va ser iniciat francmaçó el 29 d'octubre de 1935, va passar al grau de Company el 16 de març de 1936 i elevat a Mestre Maçó el 5 de gener de 1937 en la lògia Thenis n. 13 de Barcelona. En aquesta lògia va ser secretari en el període 1938-1939, però va haver d'abandonar Barcelona en febrer de 1939 en produir-se l'entrada de les tropes del general Franco.
Internat en el camp de refugiats d'Argelers (Catalunya del Nord), va aconseguir evadir-se i traslladar-se a Bogotà (Colòmbia). Allí es va afiliar a la lògia Veritas Vincit n. 13 el 22 de juny de 1939, on va ser Venerable Mestre dos cursos maçònics consecutius (1946-1948), primer, i durant el curs 1951-1952, després.
Va ser Gran Mestre de Cerimònies i Gran Secretari de la Gran Lògia Nacional de Colòmbia, aquest últim càrrec en 1951-1952. A més, va ser membre d'honor de la lògia Unió n. 9 de Cartagena de Indias i de la lògia Tomás Cipriano Mosquera n. 9 de Bogotà, ambdues de la Gran Lògia Nacional de Colòmbia.
Va tornar a Barcelona en 1974 i hi va fundar la lògia Perseverança, que va treballar clandestinament durant un temps sense estar sota la cobertura de cap Gran Lògia Regular. En 1979 va ser regularitzada en 1979 per la Gran Lògia Nacional Francesa (GLNF) amb el n. 246. Aquesta lògia, juntament amb la Sant Joan de Catalunya n. 208 i la Sant Jordi n. 227 van constituir l'1 de juliol de 1980 el Districte d'Espanya sota els auspicis de la GLNF. El 20 de desembre d'aquest mateix any Jean Mons signa el Decret n. 618 de la Gran Lògia Nacional Francesa (GLNF), pel qual es designa a Lluís Salat Gran Mestre del Districte d'Espanya d'aquesta obediència.
El 17 de juny de 1982 Lluís Salat sol·licita a la Gran Lògia Nacional Francesa (GLNF) la consagració de la Gran Lògia d'Espanya (GLE), pel que va comptar amb el suport dels Venerables Mestres que dirigien les deu lògies que formaven el districte espanyol de l'obediència francesa. Les deu lògies espanyoles sol·licitearn també a la Gran Lògia Nacional Francesa (GLNF) el nomenament de Gran Mestre de la Gran Lògia d'Espanya (GLE) a Lluís Salat.
El MRG Jean Mons creà la Gran Lògia d'Espanya a través del Decret n. 656 de la Gran Lògia Nacional Francesa (GLNF), de 2 de juliol de 1982. Amb el següent decret, el n. 657, nomena al MRH Lluís Salat Gran Mestre de la Gran Lògia d'Espanya (GLE) que va ser consagrada maçònicament el 6 de novembre de 1982 a Madrid. Lluís Salat i Gusils en va ser el seu Gran Mestre fins a la seva defunció. La Gran Lògia d'Espanya (GLE) li va atorgar l'Orde del Fundador.